# Chelmsford (Massachusetts)
Chelmsford is een plaats (town) in Middlesex County, Massachusetts, Verenigde Staten. In 2020 had de plaats een inwonertal van  36.392.

## Externe link

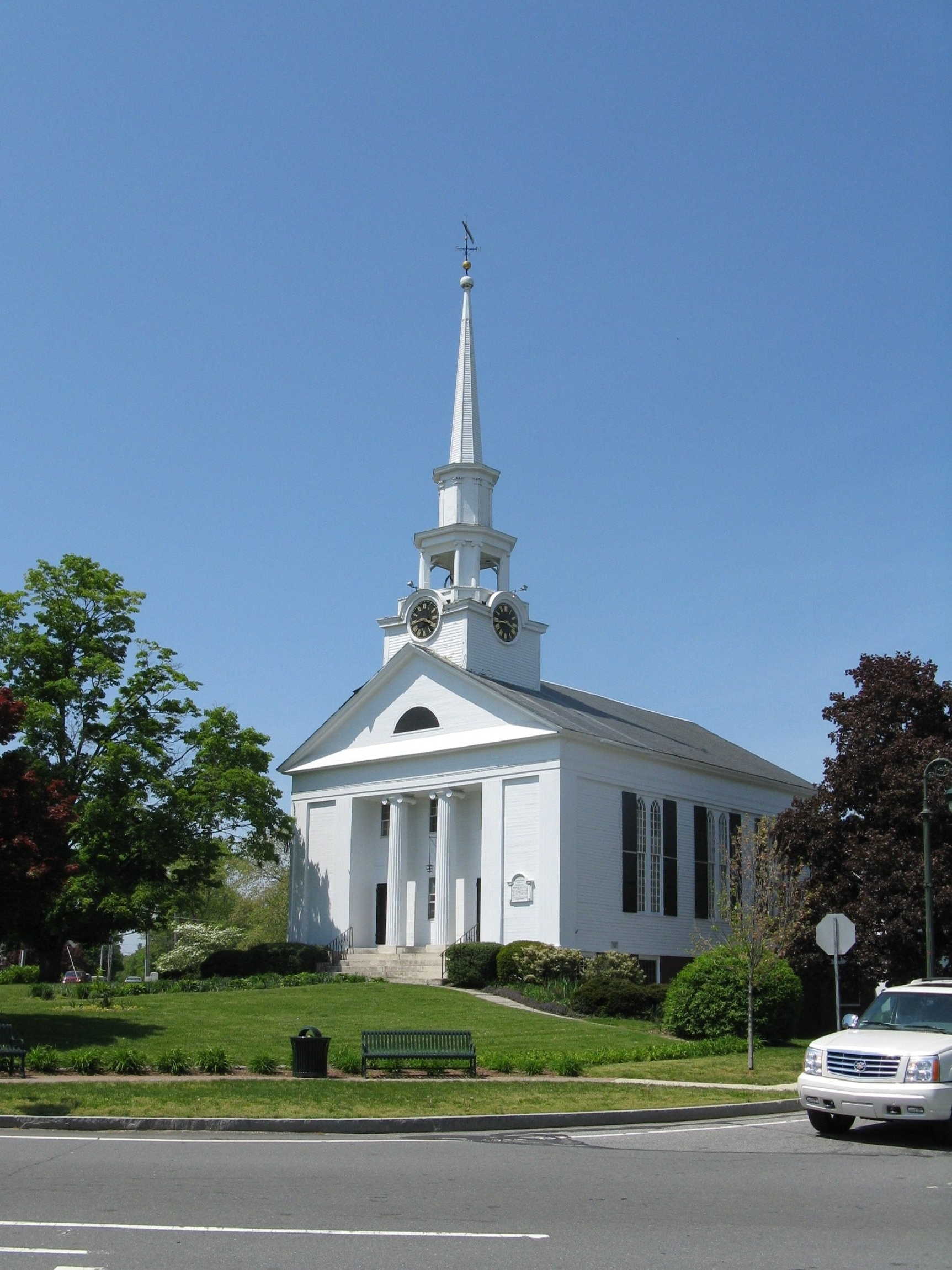
First Parish Church